# Théâtre Lounatcharski de Sébastopol
Le théâtre dramatique russe académique Lounatcharski ou simplement théâtre Lounatcharski est un théâtre situé à Sébastopol en Crimée. Il se trouve sur une des principales artères de la ville, la perspective Nakhimov, dans le raïon de Lénine. Il est protégé au patrimoine de registre national des monuments immeubles d'Ukraine et au patrimoine culturel de la fédération de Russie.

## Histoire

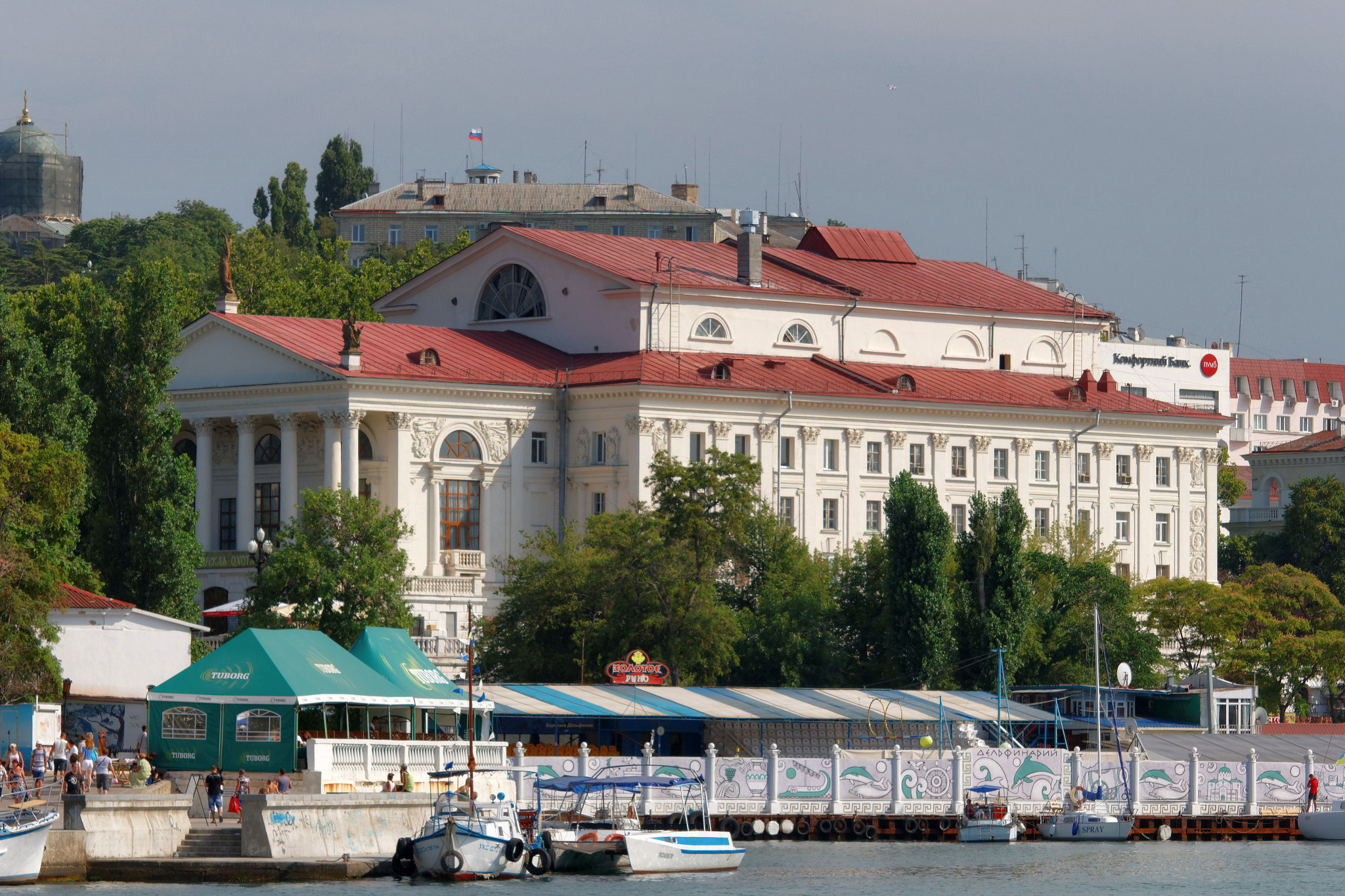
Vue de côté.

Le théâtre de Sébastopol se trouvait à l'origine sur le boulevard du bord de mer. Sa scène a connu de grands noms à différentes époques comme Glikeria Fedotova, Vera Komissarjevskaïa, Fédor Chaliapine, Mark Kropivnitski, Nikolaï Sadovski ou Maria Zankovetskaïa. En 1900, Anton Tchekhov y a vu jouer sa pièce La Mouette par la troupe du théâtre d'art de Moscou en tournée. C'est à l'initiative du chanteur Léonid Sobinov, qui dirige alors le département des arts de Sébastopol, que l'ancien théâtre Renaissance prend le nom de théâtre Lounatcharski (d'après Anatoli Lounatcharski) en décembre 1920. On y joue dans les années 1920-1930 des pièces telles que Mascarade de Lermontov, Le Train blindé 1469 de Vsevolod Ivanov, Le Taon d'Ethel Lilian Voynich, Othello de Shakespeare ou les pièces d'Ostrovski.
Pendant le siège de Sébastopol par les armées allemandes et roumaines en 1941-1942, les acteurs forment une brigade de front et s'engagent dans des unités de combat, ou dans la flotte ou dans des hôpitaux militaires. La troupe retourne à Sébastopol après la libération de la ville qui est à moitié détruite et dont le théâtre n'existe plus. Elle arrive à se produire dans différents lieux, dont dans l'ancienne église Saints-Pierre-et-Paul de Sébastopol de 1946 à 1957, jouant par exemple avec succès Pour ceux qui sont en mer de Boris Lavreniov, La Question russe de Constantin Simonov, Le Révizor de Gogol, Anna Karénine d'après Tolstoï, Les Carillons du Kremlin et La Troisième pathétique de Nikolaï Pogodine, etc.
Le nouvel édifice du théâtre est construit dans les années 1954-1956 d'après les plans de l'architecte Valentin Pelevine, en forme de temple grec avec un portique octostyle corinthien. La saison 1957 s'ouvre avec la pièce de Vsevolod Vichnevski, La Tragédie optimiste, dans ces nouveaux lieux. Le répertoire s'élargit en plus des grands auteurs classiques à des auteurs soviétiques et étrangers traitant de questions actuelles ou sociales. La troupe du Lounatcharski interprète du Sophocle, Euripide, Molière, Gogol, Ostrovski, Victor Hugo, Maxime Gorki, Jean Giraudoux, Lounatcharski, C. Simonov, Korneïtchouk, Bondarev, Doudarev, Chouchkine, Zaïtsev, Semionov, etc.
Le théâtre reçoit le titre d'« académique » en 2002. Il a fait de nombreuses tournées en Ukraine et en Russie, ainsi que dans des festivals en Europe et dans d'anciens pays de la CEI.

## Notes et références

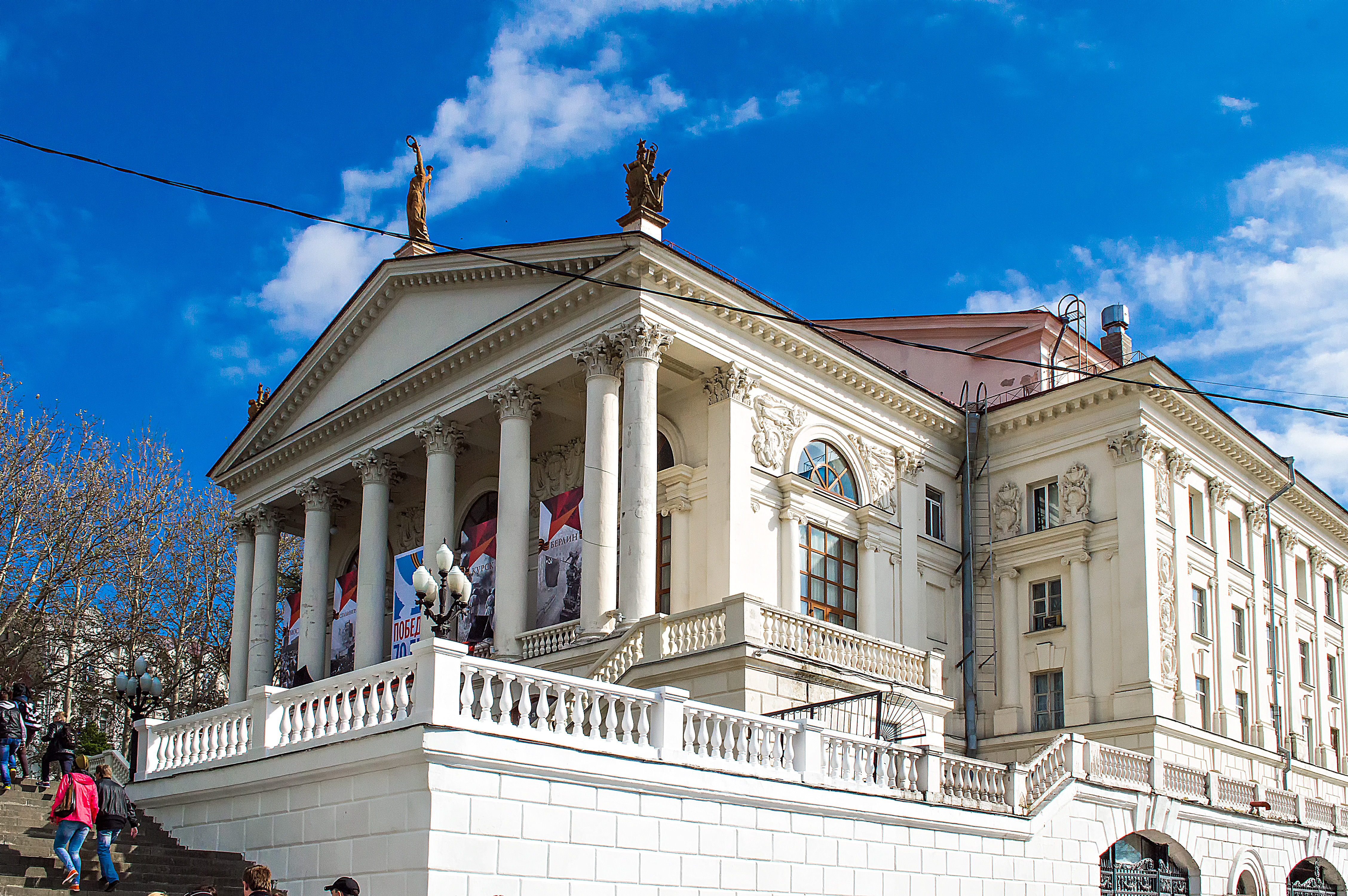
Vue du portique.